# Шаркауи
Шарка́уи, аш-Шаркауи, аш-Шаркави Абдаррахман или Абд ар-Рахман Шаркауи (10 ноября 1921, с. Ад-Далатон, провинция (ныне мухафаза Минуфия Египет — 1987) — арабский египетский писатель, поэт, драматург, редактор и общественный деятель.

## Биография
Из крестьян. Окончил юридический факультет Каирского университета (1938—1943).
Участник антимонархической национально-освободительной борьбы. С 1945 г. — главный редактор ряда прогрессивных журналов. В 1951 г. основал прогрессивный журнал «аль-Катиб», выступавший за мирное сотрудничество народов.

## Творчество
Начал печататься со студенческих лет. Основная тема произведений — национально-освободительное движение в Египте.
Актуальные социальные проблемы подняты писателем в романах «Земля» (1954), «Пустые сердца» (1957), «Мухаммад — посланец свободы» (1962), «Феллах» (1967), «Окраинные улицы», в рассказах и эссе (сборники «Земля борьбы», 1954; «Скромные мечты», 1956).
Автор патриотических, антиимпериалистических поэм, стихов, исторических пьес (некорые — в стихах). Произведения Шаркауи выходили на русском языке.
Глава делегаций Египта на форумах сторонников мира (1951—1955). Был членом Всемирного Совета Мира.